# Sarah Burton
Sarah Jane Burton, född Heard den 19 augusti 1976 i Macclesfield i Cheshire, är en brittisk modedesigner. Hon är kanske främst känd som skaparen av Kate Middletons brudklänning.

## Biografi
Burton studerade konst på Manchester Polytechnic (nuvarande Manchester Metropolitan University) och fortsatte till London’s Central Saint Martins College of Art and Design. Via skolan kom hon i kontakt med modeskaparen Alexander McQueen och började jobba som personalassistent för honom efter sin examen 1997.
År 2000 avancerade hon till avdelningschef och designade kläder åt bland annat Cate Blanchett och Michelle Obama. Efter Alexander McQueens död 2010 drev Burton företaget en period, innan hon övergick till att bli creative director.
2011 skapade hon brudklänningen till Kate Middleton. Samtidigt skapade hon även den klänning Pippa Middleton bar som tärna.

## Priser och utmärkelser
Burton vann Designer of the year på British Fashion Awards 2011 och var bland världens 100 mest inflytelsefulla personer 2012 enligt tidskriften Time.  Samma år fick hon även mottaga Brittiska imperieorden för sitt arbete inom modeindustrin. 2014 valdes hon till Designer of the year av Harper's Bazaar.

## Galleri

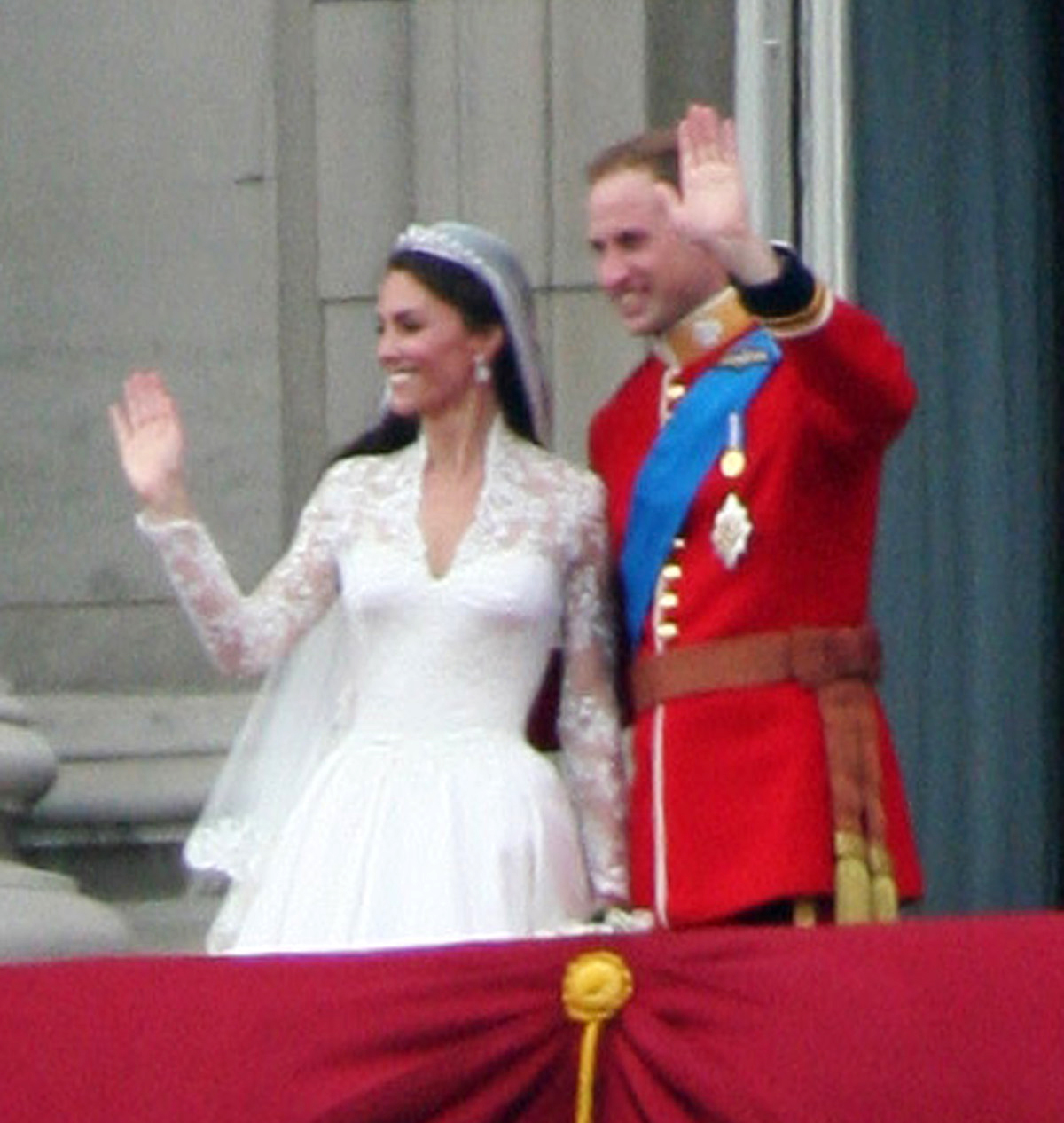
Kate Middleton och prins William vid bröllopet.
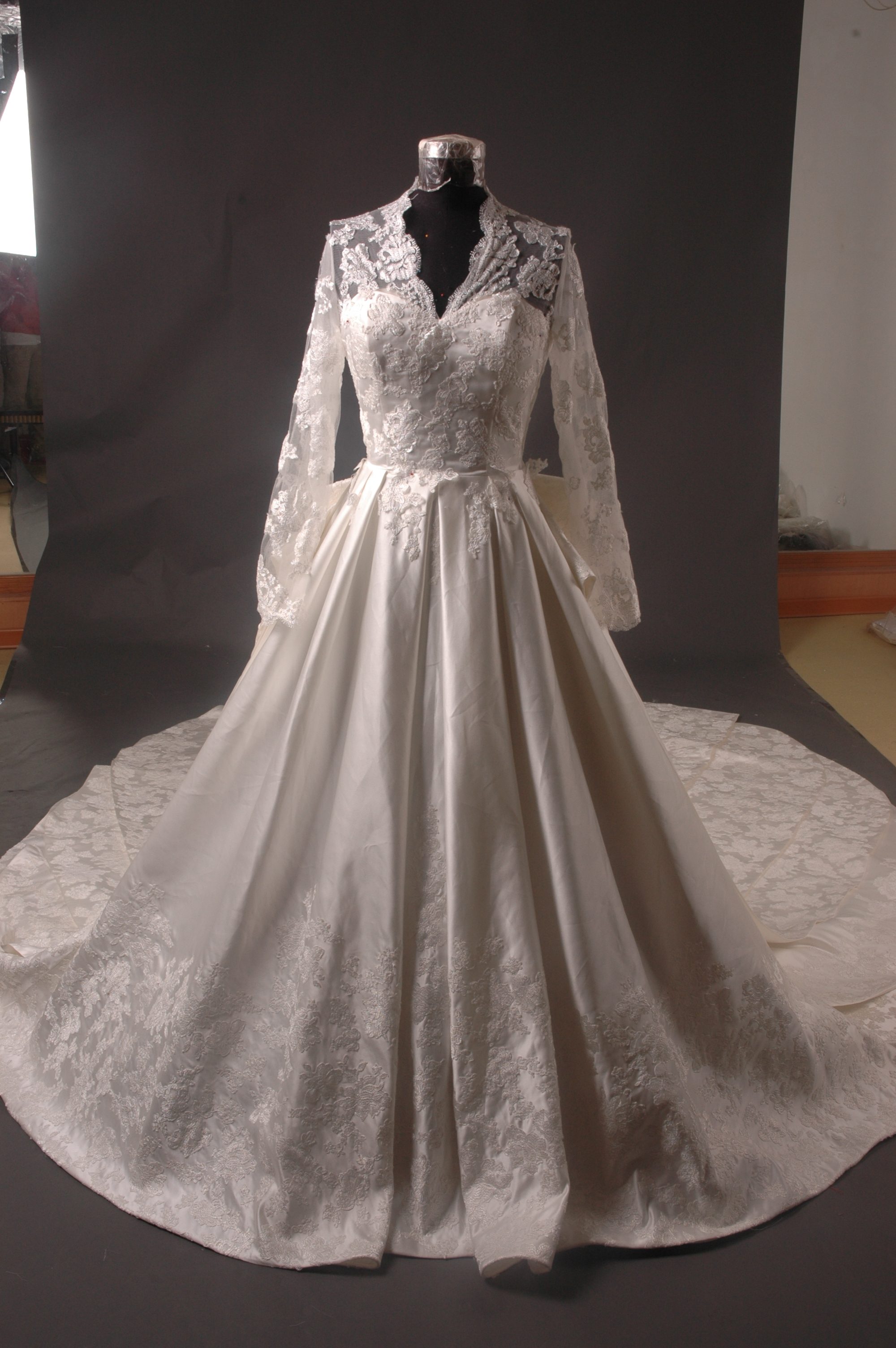
Kopia av Kate Middletons brudklänning.
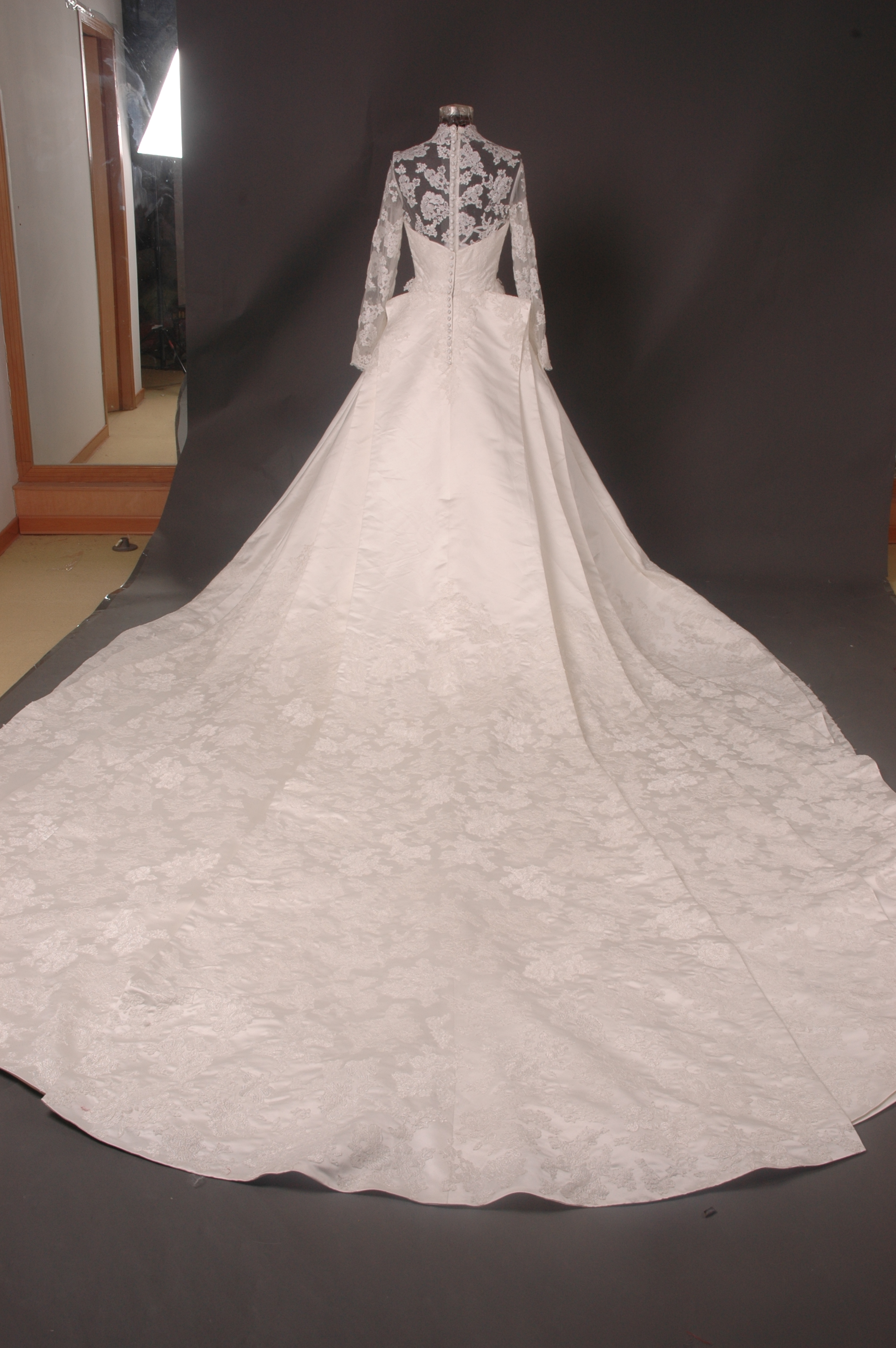
Kopia av Kate Middletons brudklänning.
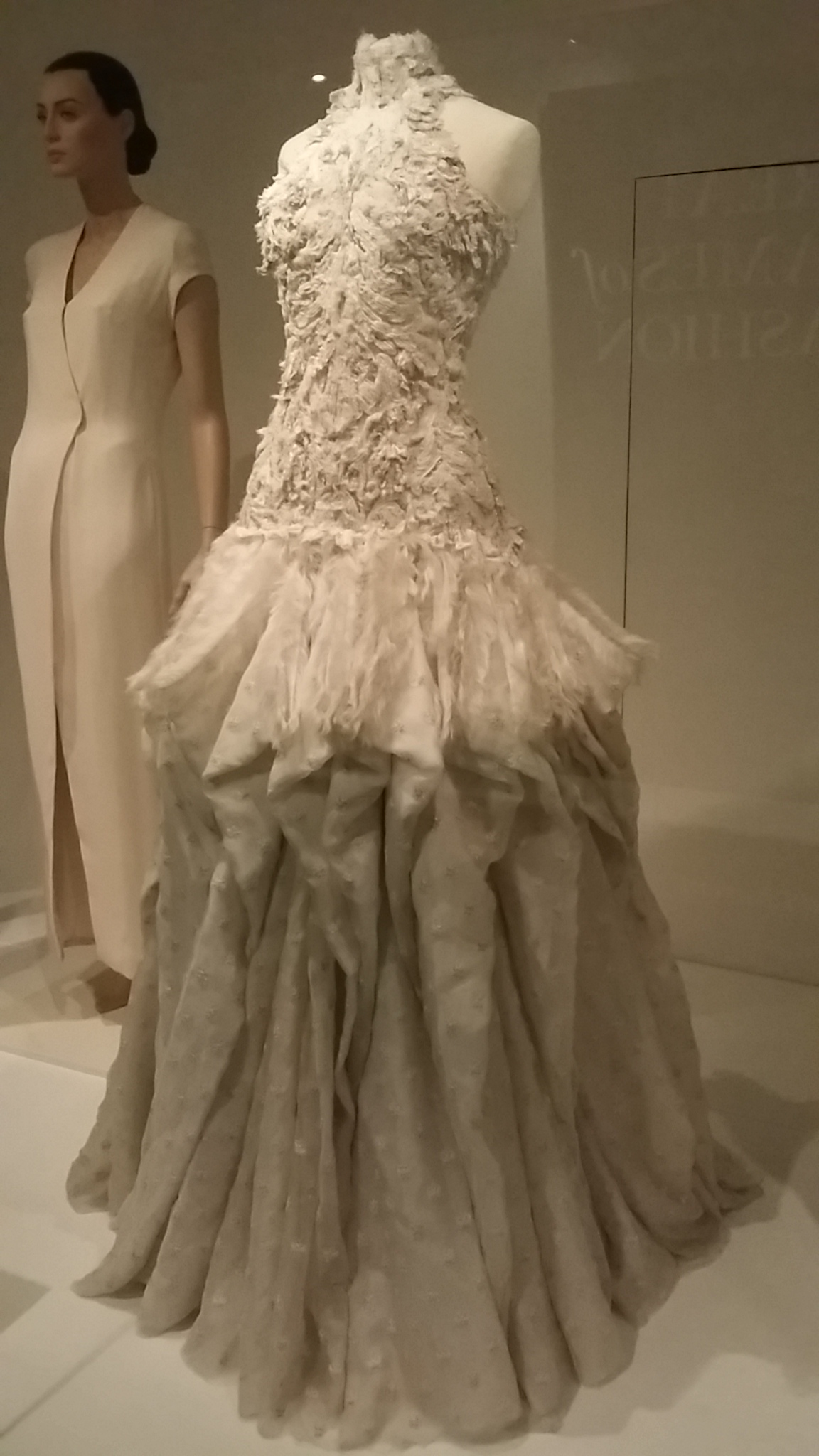
Balklänning.